# زبيغنيو هيرمان
زبيغنيو هيرمان (بالبولندية: Zbigniew Herman)‏ هو عالم أدوية بولندي، ولد في 17 ديسمبر 1935 في Tovste, Ternopil Oblast ‏ في أوكرانيا، وتوفي في 4 مايو 2010.